# Chalepus notula
Chalepus notula es un coleóptero de la familia Chrysomelidae.
Fue descrita científicamente en 1877 por Chapuis.